# Castello di Gaeta
Castello di Gaeta – XVI-wieczny zamek w mieście Gaeta we Włoszech.
Zamek nazywany również Angevin-Aragonese znajduje się w historycznym centrum miasta, na wybrzeżu Morza Tyrreńskiego. Obecnie znajduje się tam szkoła morska należąca do Korpusu Straży Skarbowej oraz fillia Università degli Studi di Cassino e del Lazio Meridionale. Zamek jest udostępniony dla zwiedzających w grupach wraz z przewodnikiem.
Składa się z dwóch połączonych budynków zbudowanych w dwóch różnych okresach historycznych, niższego zwanego „Angevin”, zbudowanego za rządów dynastii Andegawenów neapolitańskich oraz wyższego zwany „Aragończykiem”, zbudowany przez władców królestwa Neapolu należących do dynastii aragońskiej.
Karol V Habsburg wzmocnił zamek, czyniąc go jednym z najbardziej wyposażonych w Europie. Skrzydło Angevin było siedzibą wojskowego więzienia Gaeta, obecnie zostało przekazane uczelni. W więzieniu tym byli umieszczeni m.in. zbrodniarze hitlerowscy tacy jak Herbert Kappler i Walter Reder oraz więziono w nim włoskich Świadków Jehowy, skazanych za odmowę odbycia służby wojskowej. Aragońskie skrzydło do końca II wojny światowej było siedzibą szkoły Carabinieri Allievi, dziś mieści się w niej szkoła morska.